# 중도 (춘천시)
중도(中島)는 강원특별자치도 춘천시 중도동에 있는 2개의 섬이다. 상중도(북동쪽)와 하중도(남서쪽)가 있다.
하중도에 중도유원지라는 유원지가 있어 캠핑장 등의 시설이 존재했으나, 2011년부터 레고랜드 코리아 리조트 조성 사업으로 인해 문을 닫고 출입이 중단되었다. 그러나 공사를 진행 중이던 2014년 7월에 고인돌 101기 등 세계 최대 규모의 선사유적이 발견되면서 공사 진행에 논란이 벌어지고 있었다.